# الرأسمالية والإسلام

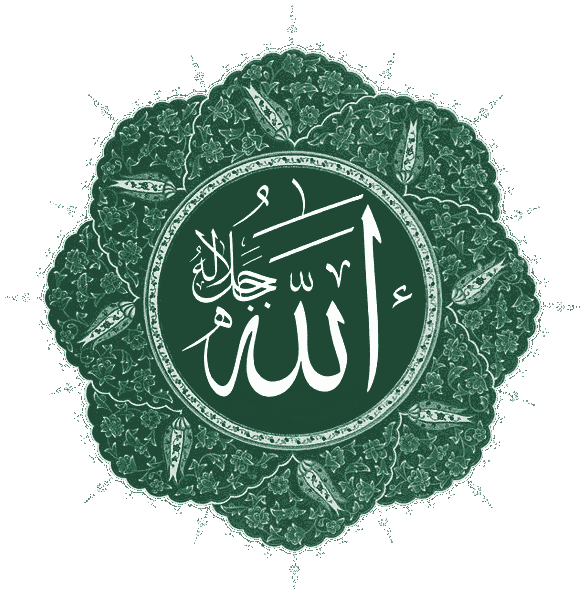

 الرأسمالية والإسلام في إطار الشريعة الإسلامية.
الدين الإسلامي دين شامل، وأتى ليدير وينظم الحياة البشرية والعلاقات بين البشر ومؤسسات المجتمع. إضافة إلى تنظيم صلة الفرد بنفسه وصلته بالله قبل كل شيء.
وقد كفل الإسلام حق التملك للرجل والمرأة على حدٍ سواء، ذكر ذلك واضحا في آيات القران الكريم، قال الله تعالى: «للرجال نصيب مما ترك الوالدان والأقربون وللنساء نصيب مما ترك الوالدان والأقربون مما قلّ منه أو كثر» (النساء: ٧).
فالمرأة مساوية للرجل من ناحية الذمة المالية والتمالك في الإسلام ساوى بين الجنسين في الحقوق المدنية على كافة مستوياتها، من تملك وتعاقد وبيع وشراء ورهن وهبة وحق في توكيل الغير أو ضمانة. وهذا دل عليه القرآن بالآية بقوله تعالى: 《لِلرِّجَالِ نَصِيبٌ مِمَّا اكْتَسَبُوا وَلِلنِّسَاءِ نَصِيبٌ مِمَّا اكْتَسَبْنَ》(النساء ٣٢).

## فروقات بين الإسلام والرأسمالية
الرأسمالية تنظيم اقتضته الظروف المعيشية التي مرت بها أوروبا في عصورها المظلمة دعا إليه بعض الساسة والمفكرين والكتّاب للخروج من أغلال رجال الكنيسة وتمرداً على الأوضاع الاقتصادية المتردية.
ومن أهم الفروقات بين النظام الرأسمالي والتشريع الإسلامي أن الإسلام يمقت الشح والتكالب على المال والحرص عليه قال تعالى: 《وَمَن يُوقَ شُحَّ نَفْسِهِ فَأُوْلَئِكَ هُمُ الْمُفْلِحُونَ》 (الحشر٩)، وإذا كان الإسلام قد حرم الشح وذمه فإنه حرم الاحتكار الذي يضر بالمصلحة وأكد أنه لا ضرر ولا ضرار والاحتكار من مزايا الرأسمالية كما أكد تحريم الربا بل اعتبره حرباً سافرة ضد الإنسانية وضد التشريع الإلهي بينما تجد هذه الجوانب من مقومات الرأسمالية قال تعالى: 《يَا أَيُّهَا الَّذِينَ آمَنُواْ اتَّقُواْ اللّهَ وَذَرُواْ مَا بَقِيَ مِنَ الرِّبَا إِن كُنتُم مُّؤْمِنِينَ فَإِن لَّمْ تَفْعَلُواْ فَأْذَنُواْ بِحَرْبٍ مِّنَ اللّهِ وَرَسُولِهِ 》(البقرة: ٢٧٨-٢٧٩).
وليس في الرأسمالية نظام التكافل الاجتماعي كالزكاة ودورها في سد حاجات الفقراء بدون من ولا أذى حيث يأخذ الفقير حقه دون أي شعور بالذلة لأحد بينما يوجد في الرأسمالية نظام عائدات الضرائب التي يعطى الشخص بمقدار ما يسمح به رصيده.
في حين نحد أن الزكاة تكفل التوزيع للثروات بين افراد المجتمع قال تعالى: ﴿مَا أَفَاءَ اللَّهُ عَلَى رَسُولِهِ مِنْ أَهْلِ الْقُرَى فَلِلَّهِ وَلِلرَّسُولِ وَلِذِي الْقُرْبَى وَالْيَتَامَى وَالْمَسَاكِينِ وَابْنِ السَّبِيلِ كَيْ لا يَكُونَ دُولَةً بَيْنَ  الأَغْنِيَاءِ مِنْكُمْ وَمَا آتَاكُمُ الرَّسُولُ فَخُذُوهُ وَمَا نَهَاكُمْ عَنْهُ فَانْتَهُوا وَاتَّقُوا اللَّهَ إِنَّ اللَّهَ شَدِيدُ الْعِقَابِ﴾ (سورة الحشر). فالعديد من المنظمات واللجان تنعقد من اجل حل مشكلة الفقر. وقد اقترحت الشريعة الإسلامية حل لهذة المشكلة عن طريق توزيع الزكاة أو كما يطلق عليها مصارف الزكاة، كما أن مسؤولية توزيع هذه الزكوات تقع على عاتق بيت مال المسلمين أو الجهة التنظيمية التي تحددها الدولة حتى تضمن توزيع الزكاة على مستحقيها وبذلك يكون لهم رأس مالهم الخاص الذي يستطعيون التصرف فيه.
كذلك لا نجد في الرأسمالية بعض قضايا التكافل الاجتماعي المفيد كالإرث مثلا فإن الرأسمالية لا ترى بأساً أن يجعل الشخص أمواله بعد موته في أي جهة يرغب بها ولو كان ذلك المال يصرف على حيوانه الأليف.
أما الإسلام فإنه يعترف بالحفاظ على الانتفاع بالمال بطرق حددتها الشريعة الإسلامية ومنها الإرث فإن الوارث مالك شرعي للمال وطرق أخرى مثل (الوصية، الهبات، الصدقات..) ونحو ذلك مما رغب فيه الإسلام.

## وصلات خارجية
- رأسمالية إسلامية؟ جريدة الرياض